# 惠城镇
惠城镇，是中华人民共和国广东省揭阳市惠来县下辖的一个行政建制镇。 区域面积173平方千米。

## 行政区划
惠城镇下辖以下地区：
祚通社区、华群社区、塘边社区、东郊社区、东安社区、墩高社区、南美社区、元春社区、洋美社区、梅北社区、西一社区、西二社区、西三社区、英内社区、四香村、西溪村、新乡仔村、白沙湖村、小溪村、盐岭村、将军湖村、山美村、后洋村、叮美村、新风村、石兰口村、石古村、河田村、牛角兰村、泗竹埔村、林樟村、上林村和五福田村。